# Mars Society
A Mars Society (magyarul Mars Társaság) egy nyilvános egyesület, a világ legnagyobb és legbefolyásosabb űrtámogató szervezete, amely a Mars bolygó emberi felfedezésével és betelepítésével foglalkozik.

## Alapítása
A szervezet alapító kongresszusa 1998 augusztusában volt a Colorado Boulder Egyetemen Boulderben. A dr. Robert Zubrin és mások által 1998-ban létrehozott csoport azon dolgozik, hogy a nyilvánosságot, a médiát és a kormányt tájékoztassa a Mars felfedezésének és a vörös bolygón való állandó emberi jelenlét megteremtésének előnyeiről. Az alapító kongresszuson fogadták el a társaság alapító nyilatkozatát, amelyben lefektették a működés célját és szabályait.

## Célok
A társaság céljai:
1. Szervezzen nyilvános ismeretterjesztést a Mars iránti mély érdeklődés felkeltése céljából.
2. Mozdítsa elő a kormány által finanszírozott Mars-kutatás és -feltárás széleskörű nemzetközi támogatását.
3. Támogassa olyan kereskedelmi űrvállalkozások létrehozását, amelyek elősegítik a Mars kutatását és betelepítését.

## Szervezet
A Mars Társaság Igazgatótanácsa 1999. december 11-én egyhangúlag megszavazta a Társaság működését szabályozó új alapszabály elfogadását, amely meghatározza a Társaság szerveit, egységeit:
- Tagság: bárki tagja lehet a Mars Társaságnak, aki támogatja annak elveit és projektjeit, és fizeti az előírt éves díjakat.
- Közgyűlés: a Mars Társaság közgyűlése minden évben megtartja az éves kongresszusát.
- Helyi csoportok: helyi, független csoportok, amelyeket tagok szerveznek.
- Munkacsoportok: a Mars Társaság tagjainak csoportjai, amelyek összefogva ellátnak valamilyen feladatot a regionális elhelyezkedéstől függetlenül.
- Csoportok Tanácsa: a helyi csoportok által megválasztott küldöttek alkotják.
- Irányító Bizottság: A Mars Társaság Irányító Bizottságának feladata a Mars Társaság politikájának, kampányainak és projektjeinek meghatározása.
- Igazgatótanács: A Mars Társaság Igazgatótanácsa felelős a szervezet integritásáért és pénzügyeiért. Az Igazgatótanács 3-nál több és legfeljebb 12 főből áll.
- Az elnök az Igazgatótanács tagja, akit az Igazgatótanács választott meg a társaság vezérigazgatójának és szóvivőjének.

További fontos része a szervezet tevékenységének a különböző területeken működő önkéntesek serege, pl. a Mars-sivatag kutatóállomáson (MDRS, Mars Desert Research Station) rotációban tevékenykedő személyzet vagy missziótámogató csapat tagjai.

## Működés, eredmények
A Mars Társaság kezdeményezte a Mars Analog Research Station (MARS) projektet. A MARS-projekt két Mars-bázisszerű élőhelyet foglal magában a kanadai északi-sarkvidéken (Devon-sziget) és az amerikai délnyugaton (Utah) található sivatagokban. Ezekben a Mars-szerű környezetekben kiterjedt, hosszú időtartamú terepfeltárási műveleteket indítottak el ugyanolyan stílusban és ugyanazon feltételek mellett, mint a vörös bolygón. A 2001-ben indított MDRS-állomáson 2020-ig 218 legénység teljesített 2-3 hetes időtartamú (de volt 80 napos is) szimulált Mars-küldetést.